# Torneo WTA de Melbourne IV 2021
El  Phillip Island Trophy 2021 fue un torneo del WTA Tour 2021. Se jugó en canchas duras al aire libre en Melbourne, Australia. Fue programado como un torneo preparatorio al Abierto de Australia 2021, y fue llevado a cabo en el mismo recinto, debido a que otros torneos tuvieron que ser cancelados en Australia como resultado del COVID-19. Este torneo tuvo lugar simultáneamente con la segunda semana del Abierto de Australia 2021.

## Puntos y premios

### Distribución de puntos
| Modalidad    | G   | F   | SF  | CF | Ronda de 16 | Ronda de 32 | Ronda de 64 |
| Individuales | 280 | 180 | 110 | 60 | 30          | 16          | 1           |
| Dobles       | 280 | 180 | 110 | 60 | 30          | 1           | N/A         |

### Premios en dinero
| Modalidad    | G       | F       | SF      | CF     | Ronda de 16 | Ronda de 32 | Ronda de 64 |
| Individuales | $28.500 | $20.850 | $11.100 | $5.250 | $2.700      | $1.900      | $1.400      |
| Dobles       | $8.000  | $5.000  | $3.000  | $1.500 | $1.300      | $1.000      | N/A         |

## Cabezas de serie

### Individual femenino
| Tenista                  | Ranking | Preclasificada |
| Sofia Kenin              | 4       | 1              |
| Bianca Andreescu         | 9       | 2              |
| Johanna Konta            | 15      | 3              |
| Petra Martić             | 19      | 4              |
| Qiang Wang               | 34      | 5              |
| Shuai Zhang              | 35      | 6              |
| Anastasia Pavlyuchenkova | 39      | 7              |
| Danielle Collins         | 40      | 8              |
| Sloane Stephens          | 41      | 9              |
| Saisai Zheng             | 43      | 10             |
| Saisai Zheng             | 44      | 11             |
| Nadia Podoroska          | 45      | 12             |
| Marie Bouzková           | 50      | 13             |
| Anastasija Sevastova     | 53      | 14             |
| Alizé Cornet             | 54      | 15             |
| Rebecca Peterson         | 55      | 16             |

- Ranking del 8 de febrero de 2021.[2]

### Dobles femenino
| Tenista                              | Ranking | Preclasificada |
| Hao-Ching Chan Yung-Jan Chan         | 32      | 1              |
| Monica Niculescu Zhaoxuan Yang       | 108     | 2              |
| Kaitlyn Christian Sabrina Santamaria | 132     | 3              |
| Andreea Mitu Raluca Olaru            | 138     | 4              |
| Oksana Kaláshnikova Cornelia Lister  | 143     | 5              |
| Kirsten Flipkens Greet Minnen        | 145     | 6              |
| Makoto Ninomiya Yafan Wang           | 147     | 7              |
| Misaki Doi Nao Hibino                | 151     | 8              |

## Campeonas

### Individual femenino
Daria Kasátkina venció a  Marie Bouzková por 4-6, 6-2, 6-2

### Dobles femenino
Ankita Raina /  Kamilla Rakhimova vencieron a  Anna Blinkova /  Anastasia Potapova por 2-6, 6-4, [10-7] 